# Пламен Крумов (футболист, р. 1985)
Пламен Крумов (роден на 4 ноември 1985 г. в София) е български футболист, полузащитник, който играе за Хебър (Пазарджик).

## Кариера
Израства в школата на Локомотив (София). През януари 2008 г. преминава под наем за 6 месеца в арменския Бананц. През март 2009 г. се присъединява към Миньор (Перник). Подписва с Черноморец (Бургас) през май 2010 г. Разтрогва договора си с „акулите“ на 16 януари 2012 г.
Подписва договор с Румънският Конкордия Кяжна с който екип изиграва 15 мача и вкарва 2 гола. 
Силните изяви му осигуряват трансфер в Университатя Клуж  където заради финансови проблеми остава само 6 месеца.
Следва трансфер в Берое Стара Загора където Крумов прави страхотен сезон и успява да спечели купата на България след инфарктен финал с Левски София. 3:3 в редовното време и продълженията ,а купата отива в Стара Загора след изпълнение на дузпи където Крумов пропуска но въпреки това Берое печели купата. 
Следва нов престижен успех с екипа на заралии. Суперкупата на България също отива в тяхната витрина след нова победа след изпълнение на дузпи този път срещу шампионите от Лудогорец Разград. Крумов бележи от бялата точка.
На 1 февруари 2014 г. е обявено, че след преминаване на медицински преглед в неделя, 2 февруари 2014 г., футболистът ще премине в столичния гранд Левски (София). На 3 февруари Крумов подписва договор с Левски за една година и половина. 
След едногодищен престой в който се превръща в един от любимците на сините фенове с всеотдайната си мъжка игра напуска Левски след конфликт със ръководството на клуба. 